# Prydlig klubbspindel
Prydlig klubbspindel (Agyneta decora) är en spindelart som först beskrevs av O. Pickard-Cambridge 1871.  Prydlig klubbspindel ingår i släktet Agyneta och familjen täckvävarspindlar. Arten är reproducerande i Sverige. Inga underarter finns listade i Catalogue of Life.